# Oberster Gerichtshof (Japan)

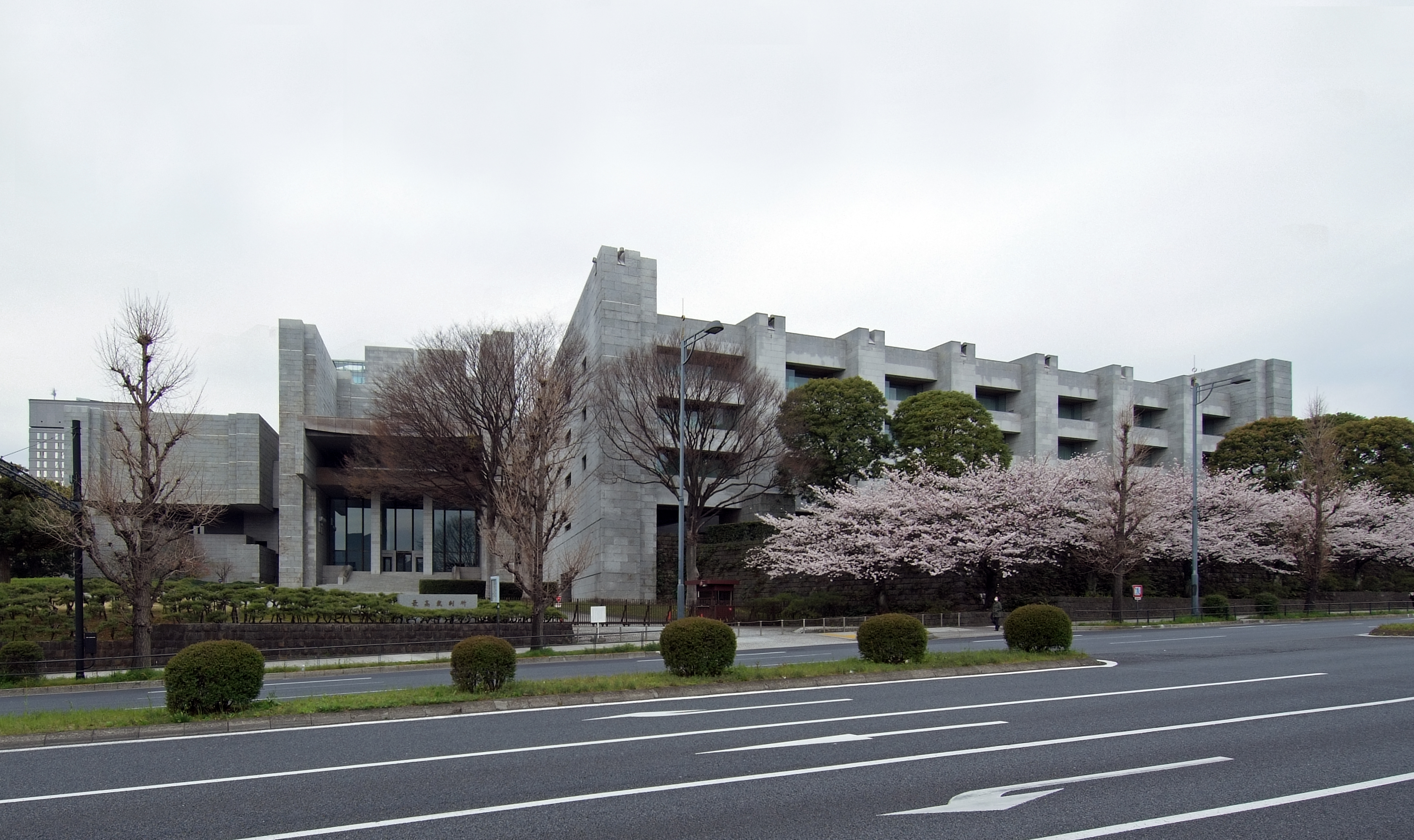
Gebäude des Obersten Gerichtshofes in Chiyoda

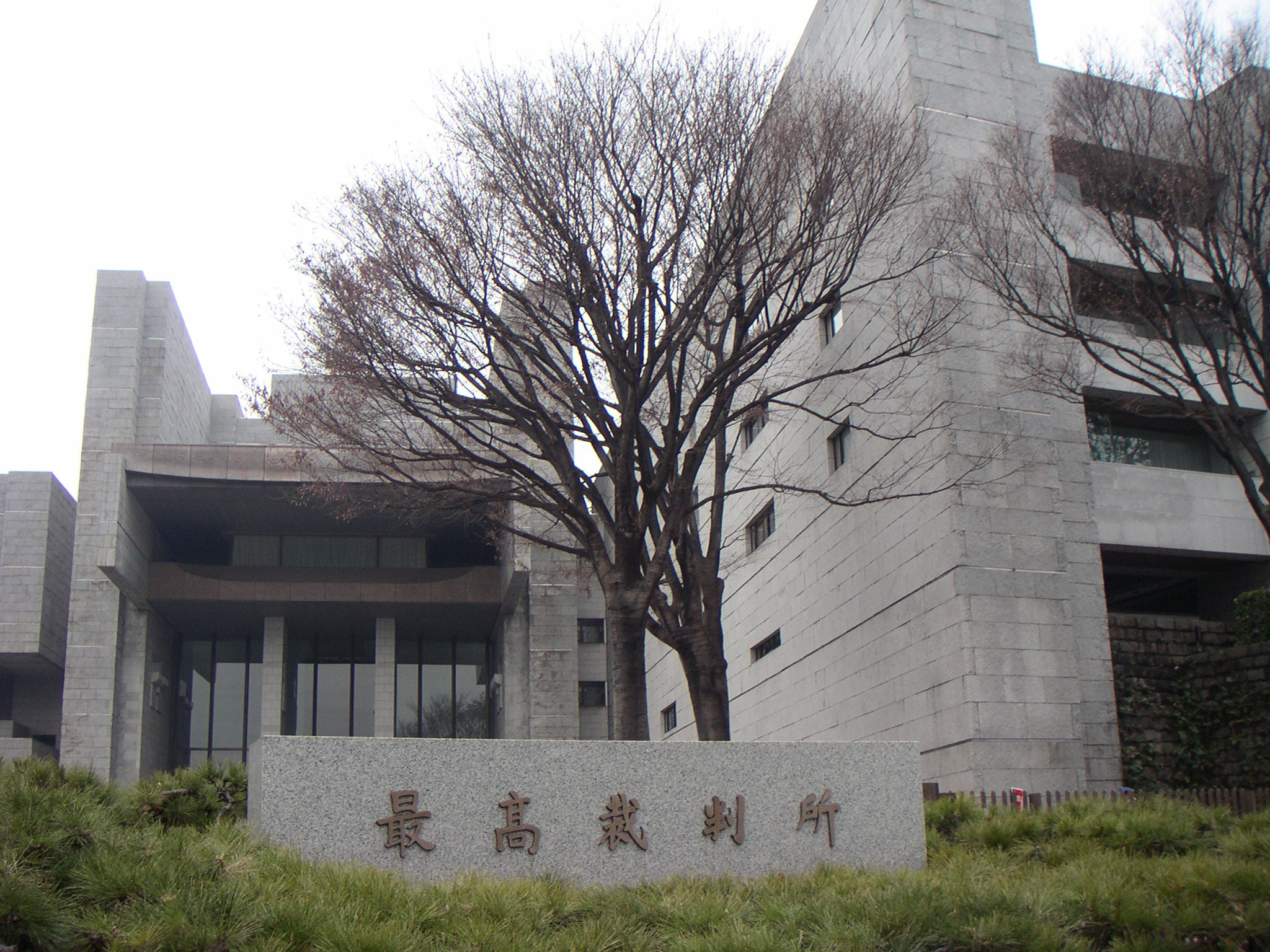
Fassade des Obersten Gerichtshofs

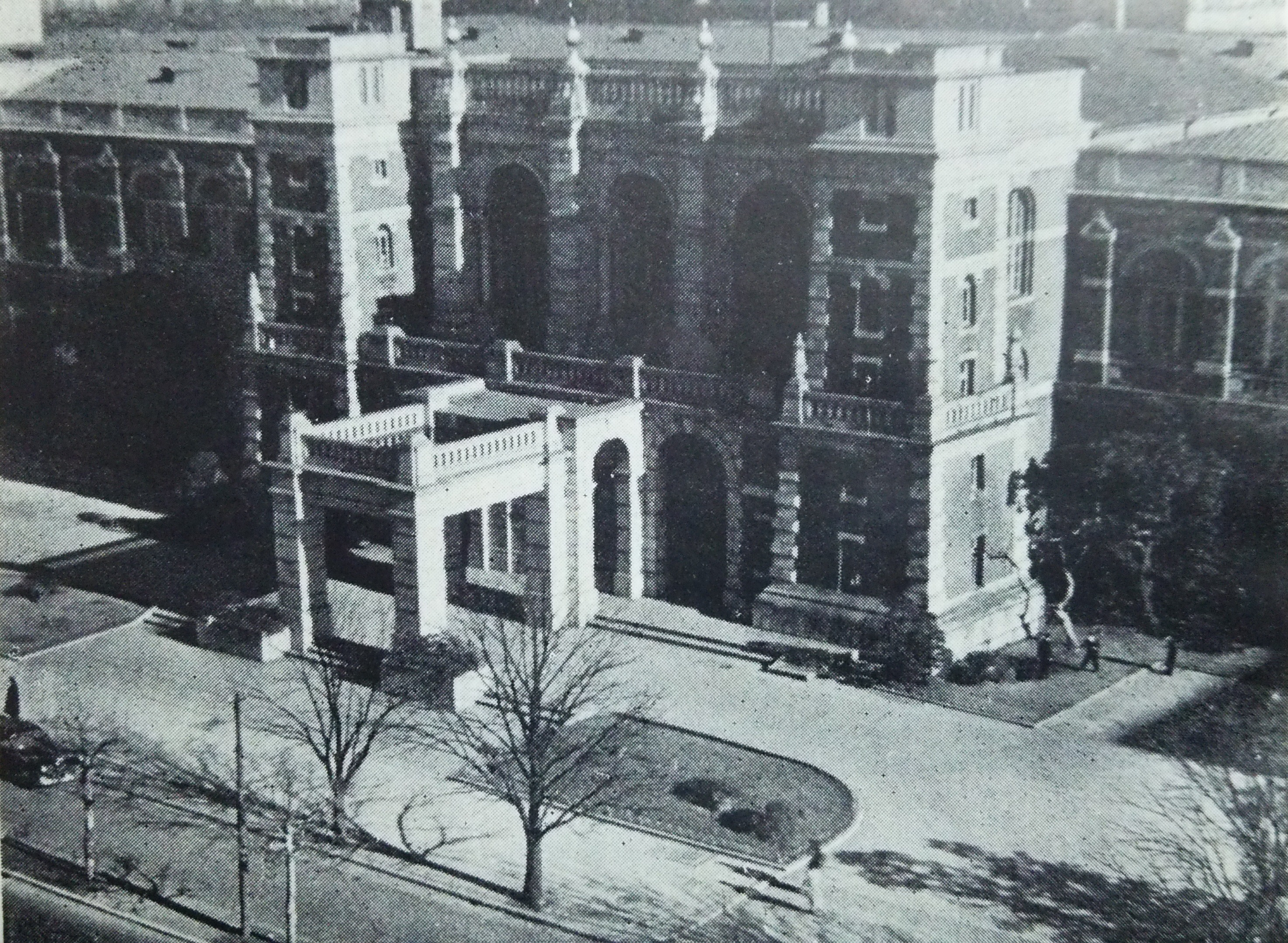
Historischer Bau des Gerichtshofes bis 1956, nach dem Entwurf des deutschen Architekten Wilhelm Böckmann

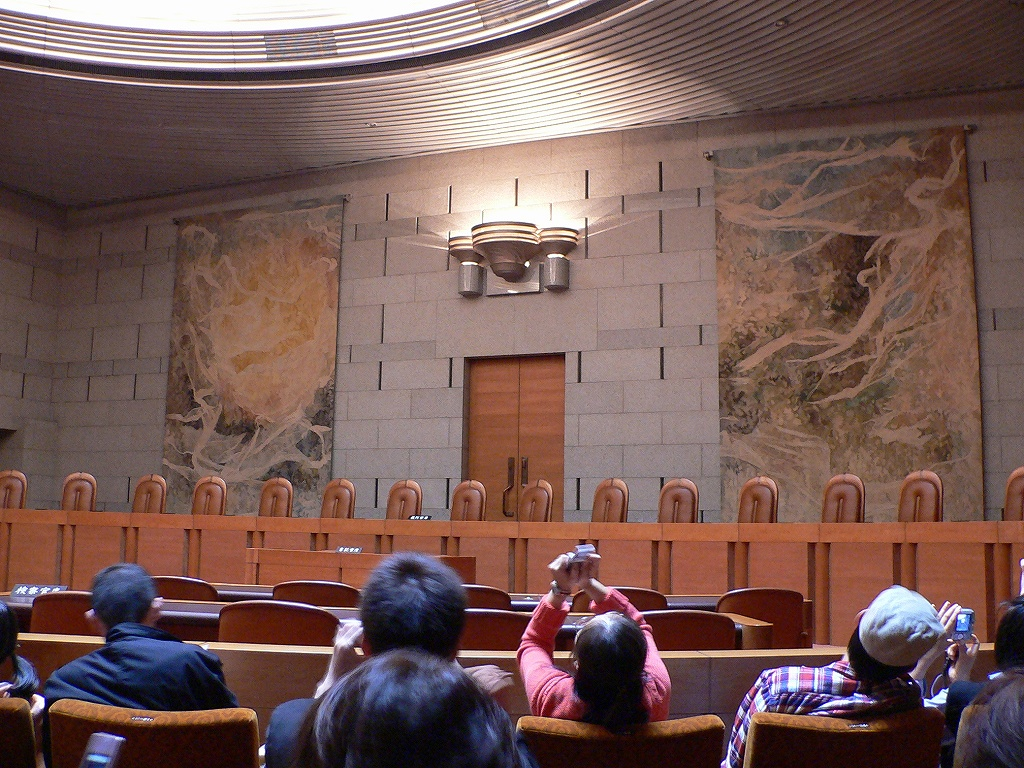
Gerichtssaal

Der Oberste Gerichtshof (jap. 最高裁判所, Saikō-Saibansho; kurz: 最高裁, Saikō-Sai) bildet nach den Artikeln 76 bis 81 der Verfassung von 1947 die Spitze der judikativen Gewalt in Japan. Er hat seinen Sitz im Stadtteil Hayabusachō des Tokioter Bezirks Chiyoda.
Sein Vorgänger zur Zeit des Kaiserreichs Japan war das 1875 gegründete Daishin’in (大審院).

## Zusammensetzung und Wahl der Richter
Dem Obersten Gerichtshof (OGH) gehören fünfzehn Richter an, die in drei Senaten arbeiten. Zusätzlich zu diesen drei Senaten gibt es einen „Großen Senat“, der aus der Gesamtheit aller fünfzehn Richter besteht und immer dann zuständig ist, wenn von der bisherigen Rechtsprechung des Obersten Gerichtshofs abgewichen werden soll. § 10 Nr. 3 Gerichtsverfassungsgesetz. Außerdem ist der Große Senat zuständig, wenn eine der Parteien des Prozesses die Verfassungswidrigkeit eines Gesetzes geltend macht oder wenn der Oberste Gerichtshof diese feststellen will, es sei denn, dass bereits eine frühere Entscheidung zu der Frage vorliegt, § 10 Nr. 1 und 2 ebendort.
Für die Wahl der Richter bestimmt Artikel 79 der Verfassung, dass zunächst das Kabinett einen Kandidaten bestimmt, dieser aber in einer Volksabstimmung bestätigt werden muss.
Bei den Volksabstimmungen liegen in der Praxis die Enthaltungen in der großen Mehrheit. Daher stellt sich die Frage, ob die für eine Ablehnung erforderliche Mehrheit ohne Berücksichtigung der Enthaltungen berechnet wird (einfache Mehrheit) oder ob eine Mehrheit aller Stimmen (Enthaltungen eingerechnet) für die Ablehnung erforderlich ist (absolute Mehrheit). Die Rechtsprechung des Obersten Gerichtshofes entscheidet die Frage im letzteren Sinne. Daher ist es in der Praxis nahezu unmöglich, dass sich bei einer Volksabstimmung eine Mehrheit gegen einen Richter ergibt.
Die Voraussetzungen für eine Berufung zum Richter am Obersten Gerichtshof regelt § 41 Gerichtsverfassungsgesetz. Danach ist eine Tätigkeit als Richter, Staatsanwalt oder Rechtsanwalt erforderlich; es können aber auch Professoren einer juristischen Fakultät berufen werden. Derzeit (2007) ist nur Tokiyasu Fujita als ehemaliger Professor für Verwaltungsrecht an der Universität Tōhoku Richter am Obersten Gerichtshof, alle anderen Richter kommen aus der juristischen Praxis.
Anders als beim amerikanischen Supreme Court gibt es in Japan eine obere Altersgrenze für Richter am Obersten Gerichtshof. Diese liegt beim Erreichen des 70. Lebensjahres, § 50 Gerichtsverfassungsgesetz, Artikel 79 Abs. 5 der Verfassung. Die Präsidenten des Obersten Gerichtshofs sind bei ihrer Ernennung in der Regel über 60 Jahre alt.

## Kompetenzen
Dem Obersten Gerichtshof ist nach Artikel 81 der Verfassung ausdrücklich die Kompetenz eingeräumt, Gesetze auf ihre Verfassungsmäßigkeit zu prüfen. Für die Prüfung von völkerrechtlichen Verträgen enthält die Verfassung keine Regelung. Nach der Rechtsprechung besteht hier aber eine eingeschränkte Prüfungskompetenz auf offenbare Verfassungswidrigkeit (Sunagawa-Fall).
Diese Kompetenz ist allerdings auf Fälle beschränkt, in denen die Frage der Verfassungswidrigkeit für die Entscheidung eines konkreten Falles erforderlich ist (konkrete Normenkontrolle). Eine abstrakte Normenkontrolle ist nach der Rechtsprechung des Obersten Gerichtshofes nicht zulässig. Daher wurde eine Klage als unzulässig abgewiesen, mit der ein Abgeordneter der Opposition die Verfassungswidrigkeit eines Gesetzes zu einem Vorläufer der Selbstverteidigungsstreitkräfte direkt vor dem Obersten Gerichtshof geltend gemacht hatte. 
Der Oberste Gerichtshof ist auch Revisionsinstanz im Zivil- und Strafprozess. Der Zugang zur Revision setzt im Strafprozess voraus, dass die Entscheidung der Vorinstanz mit der Verfassung oder der Rechtsprechung des Obersten Gerichtshofs nicht zu vereinbaren ist. Die Verletzung einfachen Rechts reicht grundsätzlich nicht. Im Zivilprozess ist neben der Rüge eines Verfassungsverstoßes auch die Rüge bestimmter besonders schwerer Verfahrensfehler ausreichend.
Der Oberste Gerichtshof hat auch Kompetenzen zur Justizverwaltung. So liegt die Entscheidung über alle Personalfragen des landeseinheitlichen Justizdienstes beim Obersten Gerichtshof. Alle Richter werden regelmäßig – auch gegen ihren Willen – versetzt. Die Entscheidung, wer wann in welcher Funktion wohin versetzt wird, liegt beim Obersten Gerichtshof. Dies kann dazu führen, dass Richter der Instanzgerichte im Interesse der eigenen weiteren Karriere die Rechtsprechung des Obersten Gerichtshofes unkritisch übernehmen.

## Präsidenten
| Name              | Kanji      | Ernennungsdatum   |
| ----------------- | ---------- | ----------------- |
| Tadahiko Mibuchi  | 三淵忠彦   | 4. August 1947    |
| Kōtarō Tanaka     | 田中耕太郎 | 3. März 1950      |
| Kisaburo Yokota   | 横田喜三郎 | 25. Oktober 1960  |
| Masatoshi Yokota  | 横田正俊   | 6. August 1966    |
| Kazuto Ishida     | 石田和外   | 11. Januar 1969   |
| Tomokazu Murakami | 村上朝一   | 21. Mai 1973      |
| Ekizo Fujibayashi | 藤林益三   | 25. Mai 1976      |
| Masao Okahara     | 岡原昌男   | 26. August 1977   |
| Takaaki Hattori   | 服部高顯   | 2. April 1979     |
| Jiro Terada       | 寺田治郎   | 1. Oktober 1982   |
| Koichi Yaguchi    | 矢口洪一   | 5. November 1985  |
| Ryohachi Kusaba   | 草場良八   | 20. Februar 1990  |
| Toru Miyoshi      | 三好達     | 7. November 1995  |
| Shigeru Yamaguchi | 山口繁     | 31. Oktober 1997  |
| Akira Machida     | 町田顯     | 6. November 2002  |
| Niro Shimada      | 島田仁郎   | 16. Oktober 2006  |
| Hironobu Takesaki | 竹崎博允   | 21. November 2008 |
| Itsurō Terada     | 寺田逸郎   | 1. April 2014     |
| Naoto Ōtani       | 大谷直人   | 9. Januar 2018    |

## Vergleich zum deutschen Bundesverfassungsgericht
Ein wesentlicher Unterschied zum deutschen Bundesverfassungsgericht liegt in der höchst geringen Anzahl der Entscheidungen, die ein Gesetz für verfassungswidrig erklärt haben. Bis 2007 sind es weniger als 10 gewesen.
Weiter hat in Japan der Oberste Gerichtshof kein Monopol auf die Entscheidung über die Verfassungswidrigkeit. Auch Gerichte erster und zweiter Instanz (Landes- und Ober(landes)gerichte) können Gesetze für verfassungswidrig erklären. So hat in einer berühmten Entscheidung 1973 das Landgericht Sapporo die Selbstverteidigungsstreitkräfte für verfassungswidrig erklärt. Der Richter, der dieses Urteil verfasst hat, musste allerdings später den Justizdienst verlassen; das Urteil wurde auch in der Berufungsinstanz aufgehoben.
Ein anderer Unterschied liegt darin, dass der Oberste Gerichtshof kein reines Verfassungsgericht ist, sondern auch Revisionsinstanz im Zivil- und Strafprozess.
Schließlich besteht beim Bundesverfassungsgericht für die unterliegende Partei immer die Möglichkeit, vor dem Europäischen Gerichtshof für Menschenrechte doch noch zu gewinnen. In Japan gibt es dagegen keine Möglichkeit der Individualbeschwerde vor einem internationalen Gerichtshof; wer vor dem Obersten Gerichtshof verliert, verliert endgültig.
Einem ausländischen Unternehmen bleibt allerdings immer noch die Möglichkeit, über die Regierung des Heimatstaates die Verletzung von Völkerrecht zu rügen, etwa im Rahmen der Konfliktbeilegung vor einem Panel  der WTO.

## Suche nach Entscheidungen
Entscheidungen des Obersten Gerichtshofes sind in ihrem vollen Wortlaut auf dessen Website abrufbar. Allerdings findet man dort die Texte nur in japanischer Sprache. Englische und deutsche Übersetzungen von besonders wichtigen Entscheidungen sind in Buchform veröffentlicht (siehe Literatur).